# Macroeme priapica
Macroeme priapica là một loài bọ cánh cứng trong họ Cerambycidae.